# 耿好仁
耿好仁（?—?），字體元，號育我，直隸保定府定興縣人。

## 生平
丙午顺天府乡试第九十九名举人，万历三十五年（1607年）丁未科进士，除彰德府推官，擢兵部郎中。天启元年（1621年）七月，南京礼部仪制司郎中耿好仁为山西参政备兵宁武西。二年八月，調寧武兵備參政耿好仁為岢嵐兵備。五年三月，山西按察使耿好仁为山东右布政使分巡济南道。崇禎元年正月，吏部评为天下卓異官二十四人之一。崇禎二年正月，以耿好仁為都察院右副都御史、巡撫寧夏。論出塞功，晉兵部右侍郎，蔭一子。六年五月，插汉部入寇灵州，总兵賀虎臣戰没，耿好仁被逮入狱，坐戍边。崇禎十年丁丑（1637年）得旨宁家。

## 家族
曾祖耿逵，监生封知县。祖父耿光，省祭官。父耿學诗。母李氏。慈侍下。兄好德。弟好贤、好善、好勇、好问。子耿淳，耿琦，蔭世袭锦衣卫中所千户。孫耿世濟，蔭锦衣卫千户。耿世官，蔭世袭保定卫总旗。耿世勲，蔭世袭保定卫千户。耿世爵，蔭世袭保定卫千户。耿定國，蔭世袭保定卫镇抚。